# کیمی واکیتا شیرو
کیمی واکیتا شیرو (انگلیسی: Kimi Wakitashiro؛ زادهٔ ۴ نوامبر ۱۹۵۰) بازیکن بسکتبال اهل ژاپن بود.